# 军事 (网站)
军事（羅馬化：Militrnyi）是乌克兰军事专题在线网站，创始于2009年。主要内容是有关乌克兰和世界军事结构、军事行动和军事工业的新闻。网站团队于2017年创建了公共组织“乌克兰军事中心”。

## 相关词条
- 军队信息网
- 防务快报